# سهام الكواكبي
سهام الكواكبي (1986) هي سياسية بلجيكية من أصول مغربية ورائدة اجتماعية وناشطة في مجال حقوق الشباب، أسست جمعية (Let's Go Urban (LGU)) في عام 2009، ثم أنشأت عددًا لا يحصى من الجمعيات الاجتماعية، أنظمت الى الحزب الليبرالي Open Vld [الإنجليزية] الذي منحها تمويلًا كبيرًا لحملتها الانتخابية، انتخبت في البرلمان الفلمنكي في عام 2019، وفي عام 2021 اتهمت في التزوير وخيانة الأمانة والاحتيال باستخدام حوالي مليون يورو من المعونات والدعم والتبرعات التي تقدمها الحكومة لأغراضها الشخصية، وبسبب الضغوطات التي مارسها الحزب ضدها قررت مغادرة الحزب والإستقاله منه، لتواصل عملها كنائبة مستقلة بالبرلمان.

## سيرتها
ولدت سهام الكواكبي في بوم في 9 يوليو 1986 لعائلة مكونة من سبعة أطفال من أصول مغربية. تلقت تعليماً تربوياً في Haute école Artesis [الإنجليزية] في مدينة أنتويرب بين عامي 2005 و2008، ثم أكملت دراسة الماجستير في علوم التربية من الجامعة الحرة في بروكسل بين عامي 2008 و2013.
في عام 2009 أسست جمعية Let's Go Urban، وهي جمعية غير الهادفة للربح تعمل على توفير فرصة للشباب للتعبير عن مواهبهم في مختلف المجالات الفنية وإدارة الأعمال، لتصبح مثالاً في المنطقة بمكافحة التفاوت الاجتماعي، تلقت العديد من الإعانات والتبرعات والدعم من السلطات العامة في مقاطعة أنتفيرب وشرطة مدينة أنتويرب، والإقليم الفلامندي والحكومة الفيدرالية، بالإضافة إلى التبرعات من الشركات الخاصة الكبرى.